# Korosteň
Korosteň (ukrajinsky a rusky Коростень, polsky Korosteń; volyňskou češtinou Vyskoroš, historický název: Iskorosteň) je město na severozápadě Ukrajiny v rovinaté krajině historického regionu Polesí, asi 90 km severně od Žytomyru. Administrativně spadá pod Žytomyrskou oblast a je centrem jednoho ze severních rajónů této oblasti. Žije zde přibližně 61 tisíc obyvatel.

## Etymologie
Podle A. I. Sobolevského je původní název Iskorosteň složené slovo skandinávského původu, v němž iskoro znamená útes a steň kámen.

## Dějiny

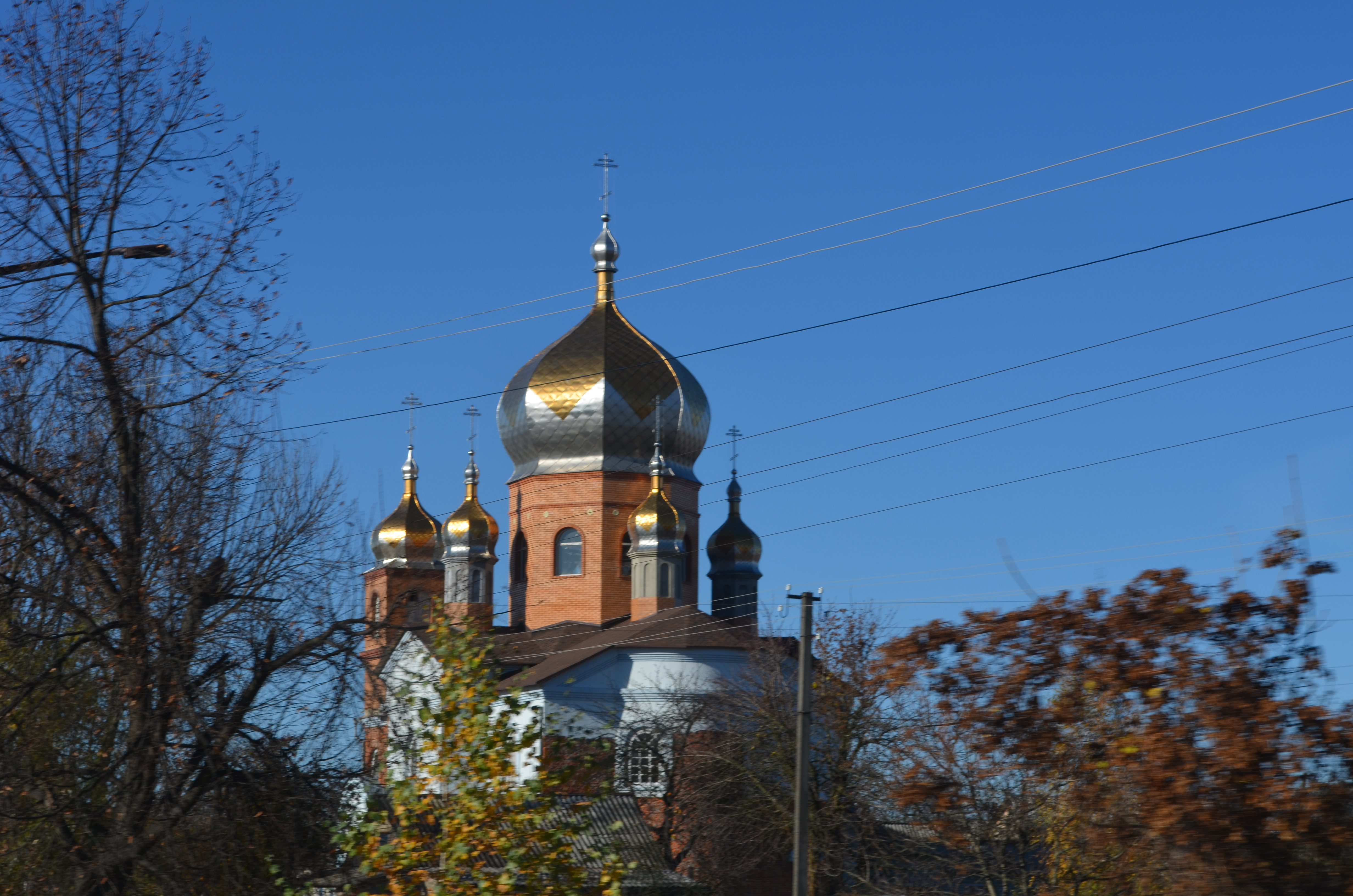
Chrám sv. Olgy

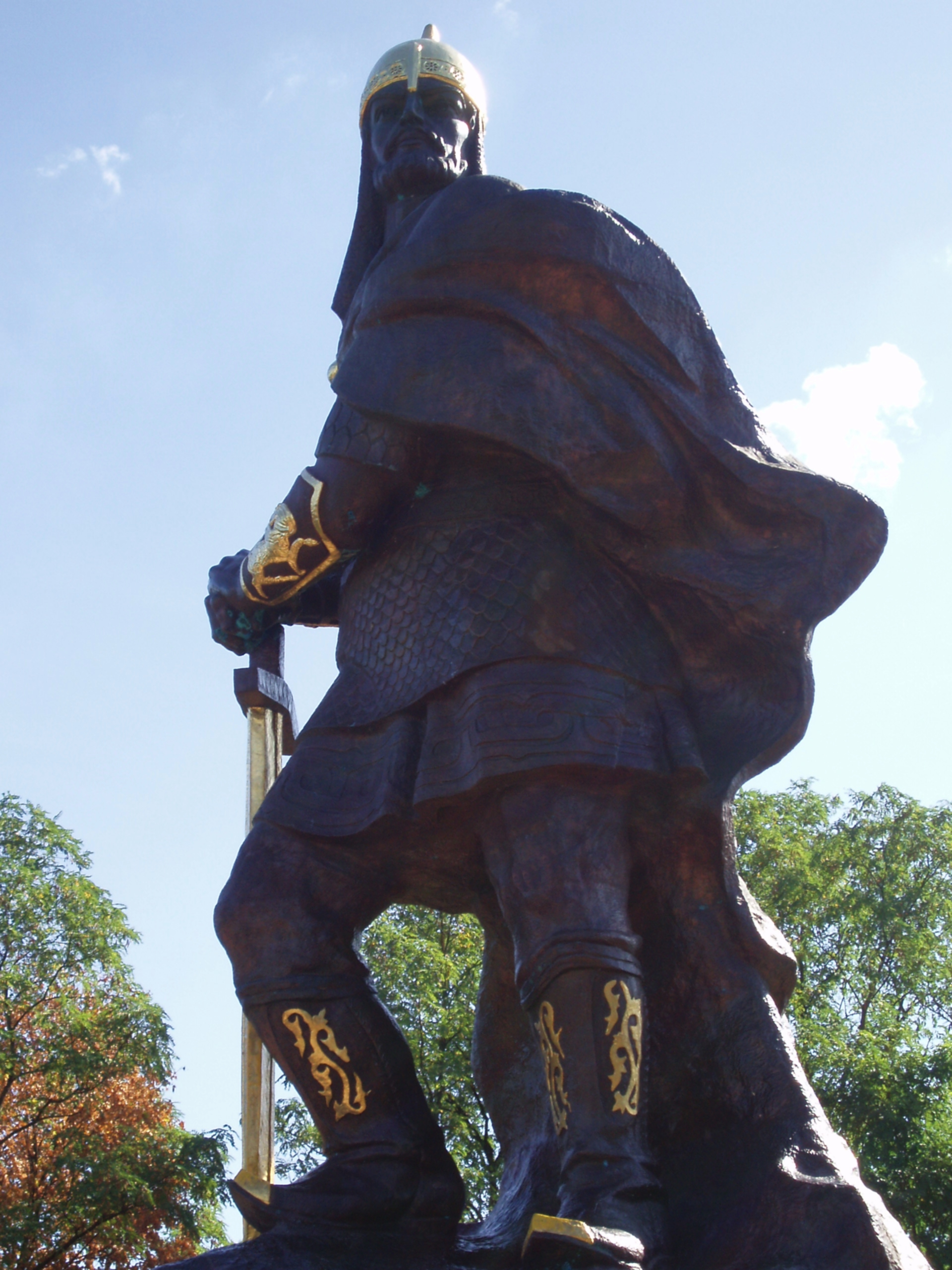
Pomník knížete Mala

Korosteň je jedno z nejstarších ukrajinských měst: zmínky sahají k roku 914, kdy bylo sídelním městem Drevljanů. Jak vypráví Nestorův letopis, roku 945 dala město zničit kněžna Olga Kyjevská, mstící se tak za smrt svého muže knížete Igora, kterého zabili Drevljané při povstání vedeném knížetem Malem.
V důsledku toho město ztratilo svůj význam a stalo se součástí kyjevského knížectví. V roce 1370 město ovládl Litevský velkovévoda a podřídil je Lublinskému svazu, jehož součástí bylo do roku 1569. Prosperující obchodní a řemeslnické centrum se od roku 1589 řídilo Magdeburským právem. Během Chmelnického povstání v roce 1649 je ovládli rebelové, po vyhlášení míru roku 1667 byla obnovena polská moc.
V roce 1793 se Iskorosteň stala součástí Ruské říše.
V roce 1894 v tomto městě v Ovruchovském újezdu Volyňské provincie žilo 2467 obyvatel, byla zde jedna zděná budova továrny, pivovar, vodní mlýn, škola, čtyři obchody, hospoda, pravoslavný kostel, dvě židovské modlitebny a 295 dvorů. V roce 1902 sem byly dovedeny koleje železnice, v roce 1909 byla otevřena továrna na porcelán.
V listopadu roku 1917 se městečka zmocnili bolševici a přejmenovali je na Korosteň. Později Korosteň obsadily postupující rakousko-německé vojenské jednotky, které zůstaly na Ukrajině až do listopadu 1918.
12. února 1918 zde byl zaveden malý znak Ukrajiny (trojzubec na modrém pozadí). Na památku této události je na nástupišti centrální železniční stanice instalována pamětní deska.
Mezi 8. a 12. říjnem 1920 ve městě a v okolí probíhaly boje polsko-sovětské války. Za druhé světové války bylo město zničeno nejdříve ustupující armádou wehrmachtu a po ní roku 1943 také Rudou armádou. Ve městě jsou desítky hromadných hrobů a památníků obětem občanské a druhé světové války. Roku 1986 bylo obyvatelstvo po příliš pozdě vyhlášené evakuaci těžce zasaženo radiací z havárie Černobylské elektrárny, vzdálené asi 90 kilometrů.

## Současnost
Dnes je Korosteň průmyslovým centrem. V okolí se těží granit, ve městě je chemická továrna na prací prášky a kosmetiku, strojírenská továrna a obnovená továrna na porcelán).
Každoročně v září se zde koná festival bramborových placek.

## Pamětihodnosti
- Pravoslavný chrám sv. Olgy
- Pomník knížete Mala
- Muzeum vojenské techniky: Dochovala se vojenská velitelská stanoviště ze 30. let 20. století, doplněná o příklady originálů vojenských transportérů a techniky ze druhé světové války.

## Doprava
Město je železničním uzlem – tratě odtud vedou na Kyjev, Žytomyr, Sarny, Šepetivku a přes Ovruč do běloruského Mazyru.

## Galerie

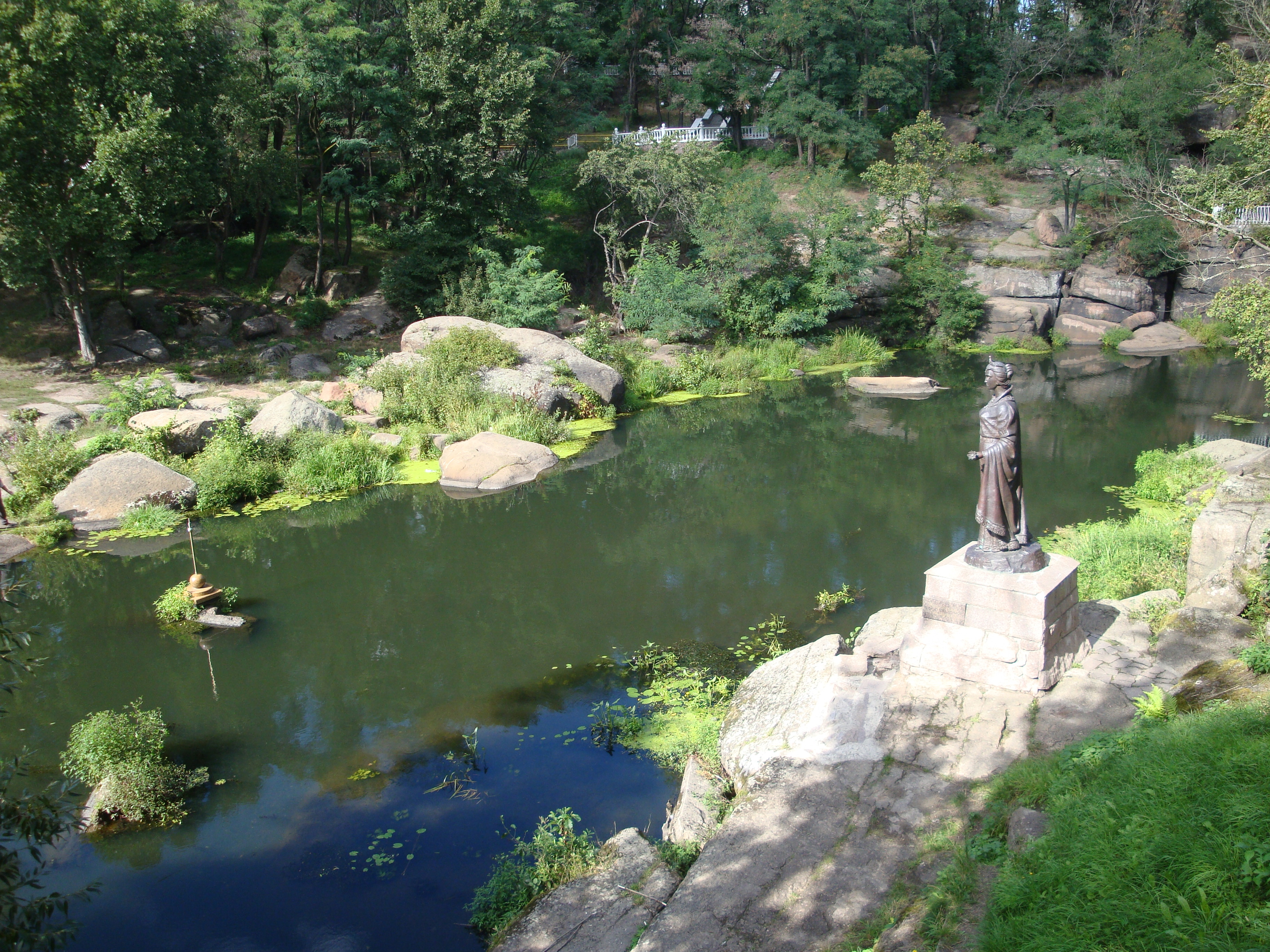
Korosteň, řeka Už